# Guido Pepoli
Guido Pepoli (ur. 5 albo 6 maja 1560 w Bolonii, zm. w czerwcu 1599 w Rzymie) – włoski kardynał.

## Życiorys
Urodził się 5 albo 6 maja 1560 roku w Bolonii, jako syn Cornelia Pepolego i Sulpitii Isolani. Studiował na Uniwersytecie Sienieńskim, gdzie uzyskał doktorat utroque iure. Następnie został referendarzem Najwyższego Trybunału Sygnatury Apostolskiej, protonotariuszem apostolskim i skarbnikiem papieskim. 20 grudnia 1589 roku został kreowany kardynałem diakonem i otrzymał diakonię Santi Cosma e Damiano. 12 czerwca 1595 roku został podniesiony do rangi kardynała prezbitera i otrzymał kościół tytularny San Biagio dell’Anello. Zmarł w czerwcu 1599 roku w Rzymie.